# Parachernes inpai
Parachernes inpai es una especie de arácnido del orden Pseudoscorpionida de la familia Chernetidae.

## Distribución geográfica
Se encuentra en Brasil.